# Паризи Векија (Бари)
Паризи Векија (итал. Parisi Vecchia) је насеље у Италији у округу Бари, региону Апулија.
Према процени из 2011. у насељу је живело 10 становника. Насеље се налази на надморској висини од 414 м.